# 摩特動力工業

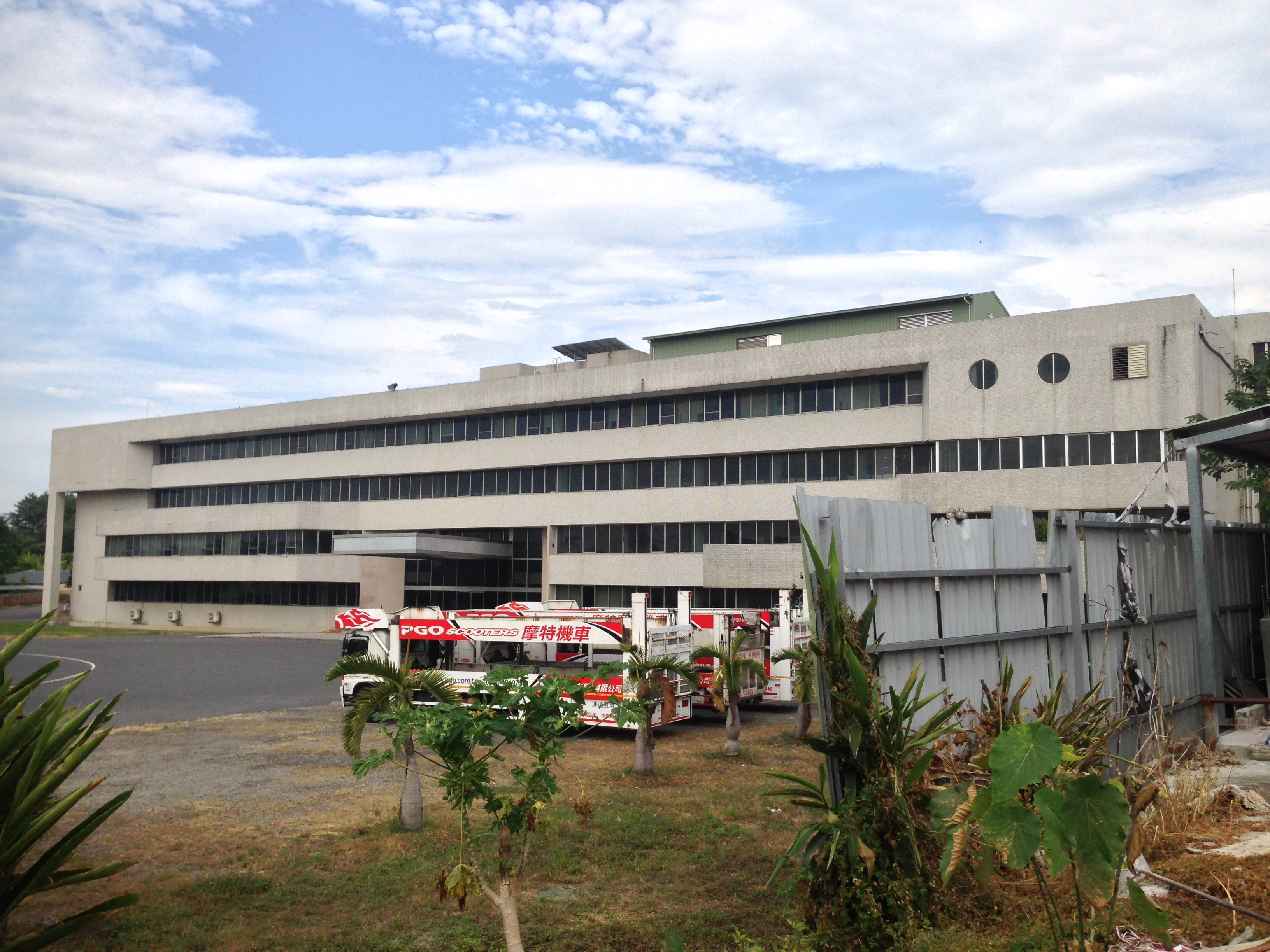
摩特動力工業

PGO Scooters摩特動力，是一家臺灣的摩托車研發製造廠商，主要生產車種為排氣量250cc以下速克達、三輪機車及全地形車，2019年與Gogoro Network合作研發製造白牌電動機車Ur1 。PGO Scooters連續十八年（2003年至2020年）榮獲臺灣精品獎。

## 歷史
- 1964年至1996年間，為羽田機械二輪事業部。
- 1972–1982年與義大利比雅久集團技術合作。
- 1996年由羽田機械分割獨立，同年九月由台灣農林股份有限公司的資金投注和展葉機械股份有限公司的經營團隊一同成立摩特動力工業股份有限公司。
- 1997年TORNADO 50/90、PMX 50/110發售。
- 1998年大駻125發售，是PGO品牌的第一款四行程速克達。
- 1999年馬路秀50/90發售。
- 2000年恰吉Charge125前輪擋泥板可動式及無前輪擋泥板斜板式、大駻150發售。
- 2001年PA100/125（前輪擋泥板可動式，官方稱為MyBuBu）發售。
- 2002年C2E125（I-Charge噴射王）發售，台灣第一家將「含氧感知器」裝備在噴射引擎機車上的廠商。
- 2003年ATV（全地形車）販售事業開始，PA100/125（無前輪擋泥板斜板式，官方稱為YoungBuBu）發售。
- 2004年EVO G-MAX發售，同年獲得澳門格蘭披治大賽車委員會盃自動波(綿羊)電單車賽125cc車種中名次最優者。
- 2005年EVO G-MAX 150 4V發售。
- 2006年，由中華開發與王記汽車旗下德產汽車聯手購入摩特動力持股，成為最大股東。
- 2007年EVO G-MAX 200發售。
- 2008年5月PGO E-BUBU電動車與I'ME風格125雙重榮獲第16屆台灣精品獎，6月I'ME 風格125上市，並推出X-HOT 125。
- 2009年PGO X-HOT 125與i BuBu五期噴射機種榮獲第17屆台灣精品獎。
- 2010年X-HOT150EFI、G-MAX220、E-HOT（電動郵務車）榮獲第18屆台灣精品獎。
- 2011年Tigra彪虎125上市，是台灣首輛運用航太科技渦旋式冷卻技術（vortex cooling）水冷噴射機車，並榮獲第19屆台灣精品獎。6月推出J-BUBU115上市，第一台搭載雙後避震器、雙碟、油冷的復古型速克達，9月與日本三麗鷗合作推出全球限量699台的Hello Kitty限量版J-BUBU，11月推出J-BUBU S跑車特仕版。
- 2012年 以J-BUBU榮獲第20屆台灣精品獎，並推出Tigra彪虎150/150ABS。
- 2013年 以TIGRA150、WELBIKE125 及BugRacer600i 連中三元榮獲第21屆台灣精品獎
- 2014年 推出G-MAX150水冷及以J-BUBU115ABS，並雙雙榮獲第22屆台灣精品獎
- 2015年 推出Bon 125，並榮獲第23屆台灣精品獎
- 2016年 推出ALPHA MAX 125，是一款強調操控本質的運動速克達車種
- 2019年 推出TIGRA 200，為TIGRA車系首款跑旅型機車。
- 2019年 推出首款白牌電動機車 PGO Ur1。
- 2021年 推出首款綠牌電動機車 PGO Ur2 Plus。
- 2022年 推出TIGRA 250，為TIGRA車系首款黃牌跑旅型機車。
- 2023年 推出TIG 180，為市場第一家採用雙模式TCS系統。[1]

## 車款

### 檔車
1. 敏耐力
2. 羽田90/100/125
3. 功夫 Kung Fu 125[註 1]